# Kejimkujik Lake
Kejimkujik Lake är en sjö i Kanada.   Den ligger i provinsen Nova Scotia, i den sydöstra delen av landet, 800 km öster om huvudstaden Ottawa. Kejimkujik Lake ligger 88 meter över havet.
I omgivningarna runt Kejimkujik Lake växer i huvudsak blandskog. Runt Kejimkujik Lake är det mycket glesbefolkat, med 3 invånare per kvadratkilometer.